# Jeppe Bruus Christensen
Jeppe Bruus Christensen (ur. 20 kwietnia 1978 w Tølløse) – duński polityk, działacz partii Socialdemokraterne, deputowany, od 2022 minister.

## Życiorys
Syn nauczyciela i pielęgniarki. W 2007 został absolwentem nauk politycznych na Uniwersytecie Kopenhaskim. Jeszcze przed ich ukończeniem pracował m.in. w strukturze socjaldemokratycznej młodzieżówki DSU. W latach 2003–2007 pełnił funkcję przewodniczącego Duńskiej Rady Młodzieży, zrzeszającej kilkadziesiąt organizacji dziecięcych i młodzieżowych. Po studiach zajmował się komunikacją, był pracownikiem agencji Geelmuyden Kiese, odpowiadał za komunikację w konfederacji związkowej LO, a także kierował działami do spraw komunikacji w państwowych agencjach podatkowych SKAT i Skattestyrelsen.
Działacz Socialdemokraterne, pełnił funkcję sekretarza w organizacji młodzieżowej. Od listopada do grudnia 2013 jako zastępca poselski wykonywał obowiązki posła do Folketingetu, od stycznia 2014 do końca kadencji w czerwcu 2015 sprawował mandat deputowanego zwolniony przez innego parlamentarzystę. Nie został wybrany na kolejną kadencję, wchodził natomiast w skład parlamentu jako zastępca poselski od lipca 2015 do września 2016. Został wybrany do Folketingetu w wyborach parlamentarnych w 2019, z powodzeniem ubiegał się o reelekcję w 2022.
W lutym 2022 objął stanowisko ministra ds. podatków w rządzie Mette Frederiksen; zastąpił na tej funkcji Mortena Bødskova. Pozostał na tym urzędzie również w powołanym w grudniu tegoż roku drugim gabinecie dotychczasowej premier. W sierpniu 2024 przeszedł na nowo utworzoną funkcję ministra ds. zielonych.